# مشخص کردن
در ریاضیات، عبارت «ویژگی P شیئ X را مشخص می‌کند» به این معناست که نه‌تنها X ویژگی P را دارد، بلکه فقط X ویژگی P را دارد. به عبارت دیگر P ویژگی تعریف کنندهٔ X است. همچنین عباراتی چون «ویژگی Q شیئ Y را به تقریب یک یک‌ریختی مشخص می‌کند» معمول هستند. عبارت دستهٔ اول به این معنا هستند که مصداق P یک مجموعه تک‌عضوی است. دستهٔ دوم به این معناست که مصداق Q یک کلاس هم‌ارزی مفرد (برای یک‌ریختی در مثال مذکور) است بسته به این که به تقریب چگونه استفاده شده باشد.

## مثال
متوازی‌الأضلاع یک چهارضلعی است که اضلاع روبروی آن موازیند. یکی از ویژگی‌های مشخص‌کنندهٔ آن این است که قطرهای آن یکدیگر را نصف می‌کنند. این امر به این معنی است که هر چهارضلعی که در آن قطرها یکدیگر را نصف کنند متوازی‌الأضلاع هستند.